# Tamba nigrilineata
Tamba nigrilineata är en fjärilsart som beskrevs av Alfred Ernest Wileman 1915. Tamba nigrilineata ingår i släktet Tamba och familjen nattflyn. Inga underarter finns listade i Catalogue of Life.